# Израильско-непальские отношения
Израильско-непальские отношения — установленные 1 июня 1960 года, отношения между Израилем и Непалом. Таким образом, Непал стал одной из первых азиатских стран, установивших дип. отношения с Израилем.
Бишвешвар Прасад Коирала, Премьер-министр Непала в 1959—1960 годах проводил сильно произраильскую политику. Многие руководители государства, включая короля, главу правительства, министров и проч. посещали Израиль и продолжали его международную политику. Исключением стал короткий девятимесячный период маоистского правления в Непале, все остальные непальские правительства в общем проводят сильно произраильскую политику. Однако, Непал не входит в число стран, которые голосовали против предоставления Палестине статуса наблюдателя в ООН, в отличие от США, Австралии, Канады, Маршалловых островов, Микронезии, Палау, Панамы, Чехии и Науру.

## Политические отношения

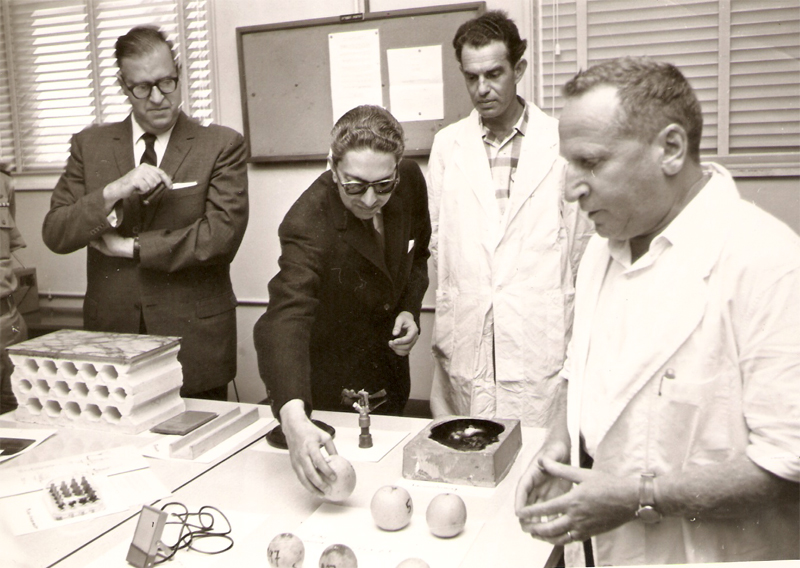
Покойный король Непала Махендра (второй слева) в 1958 году посещает израильский Институт Вейцмана.

Дипломатические связи между Непалом и Израилем были установлены 1 июня 1960 года. С момента установления связей, Непал поддерживал Израиль на международной арене. Израиль открыл посольство в Катманду в марте 1961 года. Посол Непала в Египте был также аккредитован на Израиль. Непал позже открыл почётное генеральное консульство в Израиле в 1993 году, а затем и посольство в 2007. В настоящее время непальский посол в Израиле — Baija Nath Thapalia, который вручил вверительные грамоты президенту Пересу 19 марта 2008 года.
Непал — первая и до недавних пор единственная страна Южной Азии, признающая существование Израиля. Непал поддерживал дипломатические отношения и продолжает поддерживать право Израиля на существование в безопасных и международно признанных границах. Непал голосовал за резолюцию Совбеза ООН № 242 (1967) и № 338 (1973), которые подтверждали право всех государств региона существовать в мире. Непал также приветствовал любую инициативу любого государства, которая ставит своей целью разрешить ближневосточный кризис, такую как Кэмп-Дэвидские соглашения между Египтом и Израилем в 1978 году, а также новые мирные инициативы от разных стран-спонсоров вроде США.
В 1975 году Генассамблея ООН приняла резолюцию, продвигаемую арабскими странами № 3379, которая приравнивает сионизм к расизму и расовой дискриминации. Непал выразил возражение в процессе обсуждения и не поддержал резолюцию. В контексте возобновления мира на Ближнем Востоке, США выступили с инициативой отменить резолюцию № 3379 от 1975 года на 46-й сессии Генассамблеи ООН. Большинством голосов эта резолюция была принята. Непал голосовал за принятие. Израиль, США и западные страны оценили поддержку Непалом этой резолюции.
Непал приветствовал историческое соглашение, подписанное между Израилем и ООП 13 сентября 1993 года в Вашингтоне, по которому предоставлялась автономия палестинцам в Секторе Газа и в городе Иерихон на Западном Берегу, а также соглашение, подписанное 10 сентября 1993 года на взаимном признании друг друга. Бывший премьер-министр Girija Prasad Koirala направил благодарственные письма израильскому премьеру Ицхаку Рабину и Ясиру Арафату, президенту и секретарю ООП, за это мужественное решение, принятое ими и выразил надежду, что это сыграет важную роль в установлении мира, подярка и стабильности в Западной Азии.
Непал приветствовал прекращение огня, объявленное после встречи на высшем уровне между премьер-министром Ариэлем Шароном и палестинским лидером Махмудом Аббасом в Египте 8 февраля 2005 года, в завершение четырех лет кровопролития.
Непал открыл посольство в Тель-Авиве 13 августа 2007 года.
16 июля 2017 года новый посол Непала в Израиле Нираджан Кумар Тапа вручил верительные грамоты президенту Реувену Ривлину. Израильский президент на церемонии вручения отчитал нового посла за поддержку его страной антиизраильской резолюции в ЮНЕСКО.

## Экономическое сотрудничество
Израиль и Непал развивают экономические связи. Израиль помогал Непалу в сфере техники, а Непал снабжал Израиль рабочей силой. Торговые палаты обеих стран также тесно сотрудничают друг с другом.

### Тренировки
Израиль расширил сотрудничество с Непалом создав Национальную Строительную Компанию в Непале, и в обучении персонала Королевской непальской армии парашютному спорту. Израиль предоставляет непальцам краткосрочные стипендии в различных областях, а особенно в сельском хозяйстве, образовании, развитии сельских регионов, водных ресурсах, туризме и проч. Аналогичным образом израильтяне обучают непальцев управлению сельскими хозяйствами, искусственному оплодотворению, водным ресурсам, детскому образованию и биотехнологии, а также механизации фермерского хозяйства — было проведено семь курсов на местах.

### Рабочая сила
Непал снабжает Израиль рабочей силой. Некоторое количество непальцев работают в Израиле, и существует потребность в еще большем количестве непальских работников. По приблизительным подсчетам в Израиле работают около 12 000 непальских рабочих, в основном женщины, занятые уходом за больными и пожилыми людьми. Израильские власти пояснили, что не разрешит непальским рабочим работать в стране из-за жестоких действий непальских агентств по найму, которые пытаются сделать Израиль практически единственным рынком рабочей силы для всех непальцев. Израиль прекратил принимать непальских рабочих с апреля 2009 года, заявив, что непальские трудовые агентства изменили комиссионные для рабочих, создав преступные связи с непальскими брокерами в Израиле и посылают в страну низкоквалифицированный персонал.
Недавно израильские власти пояснили непальской миссии в Израиле, что они не позволят снова открыть процесс приема непальских рабочих до тех пор, пока деятельность агентств по найму не будет «улучшена» согласно рекомендациям министерства труда.

### Торговля
25 июня 1993 года в Тель-Авиве во время официального визита в Израиль премьер-министра Girija Prasad Koirala был подписан Протокол о сотрудничестве между Федерацией непальских торговых и промышленных палат и Федерацией израильских торговых палат. Торговля между Непалом и Израилем остается в пользу Израиля. Непал экспортировал товаров на сумму Rs 3,175,682 и импортировал на сумму Rs 483,695,044, таким образов торговый дефицит составляет Rs 480,519,362 в 2003/04 фискальном году, согласно Trade Promotion Center.

### Авиа сообщение
Правительства Непала и Израиля подписали двустороннее соглашение об авиа перевозках 18 ноября 2002 года.

### Помощь при катастрофах
После землетрясения в Непале в 2015 году, Израиль был одной из первых стран, отправивших гуманитарную помощь в Непал. Израиль отправил делегацию из 264 человек для поисково-спасательных миссий и более 95 тонн оборудования, включая полевые госпиталя.

## Двусторонние визиты
Премьер-министр BP Koirala посещал Израиль с официальным визитом в 1960 году, что было очень важно в контексте непризнания Израиля многими странами в то время. После прихода к власти после военного путча, свергнув демократическое правительство BP Koirala, автократичный монарх Непала Махендра посетил Израиль с государственным визитом в сентябре 1963 года, чтобы усилить на родине поддержку своего режима. Он поддерживал особые связи Коиралы с Израилем. В ответ, израильский президент Залман Шазар посетил Непал с ответным официальным визитом. В 1968 году Бирендра, будучи тогда кронпринцем, две недели учился в Израиле. Министр иностранных дел Израиля Моше Даян посещал Непал в апреле 1979 года.
После восстановления демократии в 1990 году, спикер палаты представителей Daman Nath Dhungana, посетил Израиль с официальным визитом в январе 1992 года по приглашению спикера Кнессета. 23-25 июня 1993 года премьер-министр Непала Гириджа Прасад Коирала посетил Израиль с официальным визитом. Министр сельского хозяйства и местного развития Ram Chandra Paudel посещал с официальным визитом Израиль 17-21 ноября 1993 года. Hasta Bahadur Malla, заместитель министра образования посещал Израиль для участия в Иерусалимской международной конференции министров образования 8-11 января 1996 года. Джала Натх Кханал, министр связи посещал Израиль с официальным визитом 16-22 сентября 1997 года по приглашению своего израильского коллеги. Сахана Прадхан, министр иностранных дел Непала посещала Израиль и встречалась с Ципи Ливни, заместителем премьер-министра и министром иностранных дел, с президентом Израиля Шимоном Пересом и Аароном Абрамовичем, генеральным директором МИДа 12 июля 2007 года. Это был первый визит главы непальского МИДа в Израиль. Тогда Прадхан объявила, что Непал скоро откроет посольство в Израиле.